# Otto Kleinschmidt
Pour les articles homonymes, voir Kleinschmidt.
Otto Kleinschmidt (1870-1954) est un ornithologue, théologien et pasteur allemand.